# Totenschlæger
En totenschlæger er et håndvåben i form af en kort knippel.
Den bliver brugt i det engelske, spanske, tyske, svenske og finske politi.
I Danmark betragtes totenschlægere som håndvåben og er omfattet af våbenlovens § 4.